# Casper Reardon
Casper Reardon (15 april 1907 - 9 maart 1941) was een Amerikaanse harpist in de klassiek muziek en later ook de jazz. Tevens speelde hij piano.
Reardon studeerde klassieke harp aan het Curtis Institute of Music en speelde daarna in het Philadelphia Orchestra en Cincinnati Orchestra. Tijdens zijn tijd in Cincinnati speelde hij onder het pseudoniem Arpeggio Glissandi jazz op de radio. Hij speelde mee op opnames van Jack Teagarden (voor het eerst in 1934) en speelde bij Paul Whiteman, het Casa Loma orchestra en Abe Lyman. Hij trad met zijn eigen groepen op in hotels en verscheen ook als harpist in een film, "You're a Sweetheart" (1937). 
Reardon was de eerste musicus die harp als een echt jazzinstrument bespeelde. Tot nog toe is hij de enige belangrijke mannelijk bespeler van het instrument in de jazz.
- Bibliothèque nationale de France: cb14027652q (data)
- International Standard Name Identifier: 0000 0000 4066 4494
- Library of Congress Control Number: no93028469
- MusicBrainz: b31bdfae-1d88-4750-9c54-45dee254b717
- SNAC: w6ch2n2x
- Virtual International Authority File: 29731865
- WorldCat: E39PBJfCqD746TW3Rqy6FMBkjC